# Zygmunt Kotwica
Zygmunt Kotwica (ur. 23 lub 27 kwietnia 1901 w Denkowie, zm. 19 grudnia 1967 w Kożuchowie) – działacz komunistyczny, funkcjonariusz UB.
Po ukończeniu szkoły podstawowej wyjechał w 1915 do Budapesztu, gdzie był uczniem giserskim w fabryce metalowej, a na przełomie 1918/1919 brał udział w rewolucji węgierskiej. W 1920 wrócił do Polski, po odbyciu służby wojskowej był od 1923 murarzem przy budowie fabryk broni w Starachowicach i Radomiu. Od 1925 działacz KPP, prowadził działalność propagandową i brał udział w starciach z policją podczas strajku w hucie w Ostrowcu Świętokrzyskim, za co 11 czerwca 1926 został aresztowany i 29 stycznia 1927 skazany w Radomiu na 4 lata więzienia; wyrok odbywał w Radomiu i Sandomierzu, gdzie był członkiem komuny więziennej. W 1928 na mocy amnestii skrócono karę o rok i 4 miesiące, a 23 sierpnia 1929 przedterminowo zwolniono z powodu choroby. W grudniu 1929 udał się do Francji, gdzie był giserem w odlewniach w Pont-à-Mousson i Dunkierce. Członek FPK, w kwietniu 1934 wydalony z Francji za działalność komunistyczną, wrócił do Polski. Pracował dorywczo na Kielecczyźnie, działał w KPP do jej rozwiązania w 1938, podczas okupacji 23 sierpnia 1940 aresztowany w Ostrowcu Świętokrzyskim i wywieziony do Niemiec, gdzie od 1943 pracował przymusowo w zakładach metalowych w Dessau. Po wojnie wrócił do kraju, w czerwcu 1945 został członkiem PPR, zorganizował koło PPR w Denkowie i został jego sekretarzem. Wkrótce wyjechał do Kożuchowa, gdzie wstąpił do miejscowego PUBP, w którym był kierownikiem sekcji i później wydziału organizacyjnego. Od 1949 kierownik działu kadr Powiatowego Związku Gminnych Spółdzielni "Samopomoc Chłopska", później był kierownikiem wydziału kadr w różnych zakładach, od 1958 na rencie dla zasłużonych. Był odznaczony Krzyżem Oficerskim Orderu Odrodzenia Polski.